# Карельский конгресс
Каре́льский конгре́сс (карел. Karjalaine kongressu) — карельская региональная национальная общественная организация, занимающаяся сохранением самобытности прибалтийско-финских народов, содействующая реализации этнокультурных прав карелов, вепсов и финнов, проживающих в Республике Карелия.

## История
Общественно—политическая организация «Карельский конгресс» была зарегистрирована 26 ноября 1993 года в Петрозаводске.
26 декабря 1998 года на заседании Совета «Карельского конгресса», проходившего в городе Олонце Республики Карелия, была принята новая редакция Устава и политическая декларация.

## Основные цели
Согласно принятой в декабре 1998 года политической декларации, основной задачей КРОО «Карельский конгресс» является изменение Конституции Республики Карелия в целях:
- Конкретизации прав прибалтийско-финских народов в вопросах представительства в органах государственной власти и местного самоуправления Карелии, упорядочения регионального природопользования и придания карельскому языку статуса государственного;
- Обеспечения безвозмездной передачи во владение и распоряжение коренных и потомственных жителей, в местах их компактного расселения (где доля последних составляет 30 % и более), земельных участков и леса.
- Обеспечения принятия специального республиканского закона, который, опираясь на международное право, узаконил права коренных, малочисленных народов на территории Республики Карелия;
- Обеспечения  возвращения национальных названий населённым пунктам и географическим объектам путём использования русского, карельского, вепсского или финского языков. (На территории республики названия государственных учреждений и организаций должны воспроизводиться на 2-х языках — русском и карельском (или финском) языках, на территории вепсских национальных поселений — на русском и вепсском языках;
- Организации сети финно-угорских школ для изучения языков коренных народов Карелии;
- Организации государственной поддержки Национальных средств массовой информации в Республике Карелия.

## Председатели Конгресса
- Анатолий Семёнович Григорьев (с основания — по настоящее время)